# Distenia tuberosa
Distenia tuberosa är en skalbaggsart som beskrevs av Pu 1985. Distenia tuberosa ingår i släktet Distenia och familjen långhorningar. Inga underarter finns listade i Catalogue of Life.